# Ulamburiash
Ulamburiash fue hijo de Burna-Buriash I, y fue rey del País del Mar y después de Babilonia. Gobernó en la primera mitad del siglo XV  a.  C., sucediendo a su hermano Kashtiliash III. Su reinado marca el punto en el que el reino casita se extendió a todo el sur de Mesopotamia.
Eagamil, rey del País del Mar (desde la costa del golfo Pérsico hasta Der) inició una expedición contra Elam y los casitas y los elamitas invadieron su territorio; Eagamil retornó al país pero fue derrotado por los casitas que pusieron en el trono del País del Mar a Ulamburiash, con el título de Shar Mat TAMT (rey de Sumer y del País del Mar) según consta en un objeto (una cabeza de maza) encontrado en Babilonia.
Su sucesor fue su sobrino Agum III.